# Blasphemy Act 1697
Le Blasphemy Act 1697 (9 Will 3 c 35) était une loi du Parlement d'Angleterre. Il considérait comme une interdiction légale le fait, pour toute personne, instruite ou ayant fait profession de foi dans la religion chrétienne, d'écrire, prêcher, enseigner ou conseiller de ne pas croire en la Sainte Trinité, de prétendre qu'il y a plus d'un dieu, de nier la vérité du christianisme et de nier la Bible comme autorité divine.
La première infraction était sanctionnée par l'interdiction d'occuper un poste stratégique. La deuxième infraction était sanctionnée d'une incapacité légale à intenter une action en justice, d'être tuteur ou exécuteur testamentaire, ou de prendre un legs ou un acte de donation, ainsi que de trois ans d'emprisonnement sans caution.
La loi était dirigée contre les apostats au début du mouvement déiste en Angleterre, en particulier après la publication en 1696 du livre de John Toland, Christianity not Mysterious.
Elle était rarement appliquée : la législation ne donnait que quatre jours après le constat de l'infraction pour déposer une plainte formelle et le procès lui-même devait se tenir dans les trois mois. En conséquence, le processus de common law existant a continué d'être la première ligne contre l'hétérodoxie en Angleterre et au Pays de Galles.
La disposition trinitaire a été amendée par la Doctrine of the Trinity Act 1813 pour supprimer les sanctions des unitariens.
La Commission du droit a déclaré qu’elle n’était au courant d’aucune poursuite engagée en vertu de cette loi.
Le 24 mai 1966, la Commission des lois a déclaré que l'infraction créée par ce statut était obsolète et a recommandé l'abrogation de l'ensemble de la loi. Leur recommandation a été mise en œuvre par le paragraphe 13 (2) et la partie I de l'annexe 4 de la loi de 1967 sur le droit pénal.